# 2062
Năm 2062. Trong lịch Gregory, nó sẽ là năm thứ 2062 của Công nguyên hay của Anno Domini; năm thứ 62 của thiên niên kỷ thứ 3 và của thế kỷ 21; và năm thứ ba của thập niên 2060.